# Jack Bannon (actor inglés)
Jack Bannon (Norwich, 24 de marzo de 1991) es un actor inglés conocido por sus papeles en The Imitation Game, Endeavour y Pennyworth.

## Vida personal
Jack Bannon nació en Norwich el 24 de marzo de 1991. Estudió en el instituto Notre Dame High School de Norwich.
Posteriormente, se mudaría para irse a vivir a Peckham.

Ha guardado silencio acerca de su familia, no dando información acerca de parejas, padres o hermanos, probablemente para permitir que sigan llevando vidas tranquilas. Lo  único que se ha visto ha sido una foto que publicó en la que salía junto a su madre en enero de 2015.
Tras publicar una foto en Instagram junto a Robert Bagshaw, saltaron los rumores sobre que fuera gay y que este fuera su pareja, si bien no ha confirmado o desmentido nada al respecto.

## Carrera
Estudió en diversas escuelas de interpretación desde los cinco años, estudiando por ejemplo en un curso del Norwich Theatre Royal.
Decidió estudiar teatro, pero no consiguió entrar en ninguna parte, así que, siguiendo un consejo, acudió a los directores con los que había estudiado de pequeño, quienes le fueron introduciendo en el mundillo casi a escondidas. Eso tuvo la ventaja de evitarle deudas por los créditos estudiantiles, pero también le privó de la formación que reciben otros actores, con lo que actuaría en gran medida por instinto.
Tuvo su primer papel en 2004, en Shadow Play, con un personaje recurrente en la serie.

## Filmografía

### Películas
| Año            | Título             | Papel              | Notas |
| -------------- | ------------------ | ------------------ | ----- |
| 2014           | The Imitation Game | Christopher Morcom |       |
| 2014           | Fury               | Soldado            |       |
| 2015           | A Plea for Grimsby | Dan                | Corto |
| 2015           | Figments           | El hombre          | Corto |
| 2016           | Kids in Love       | Felix              |       |
| 2017           | Tortilla           | Chris Fader        | Corto |
| Por determinar | Fran and the Moth  | Sam Williams       | Corto |

* Fuente: Imdb

### Series
| Año       | Título                      | Papel             | Notas                                |
| --------- | --------------------------- | ----------------- | ------------------------------------ |
| 2004      | Shadow Play                 | Ben               | 4 episodios                          |
| 2005      | The Giblet Boys             | Scurvy            | 6 episodios                          |
| 2013-2018 | Endeavour                   | Sam Thursday      | 9 episodios                          |
| 2016      | Ripper Street               | Caleb Summer      | Episodio "All the Glittering Blades" |
| 2017      | Clique                      | James Buxton      | 4 episodios                          |
| 2017      | The Loch                    | Kieran Whitehead  | Miniserie 6 episodios                |
| 2018-2019 | Medici: Masters of Florence | Angelo Poliziano  | 10 episodios                         |
| 2019-2022 | Pennyworth                  | Alfred Pennyworth | 30 episodios                         |

* Fuente: Imdb